# هایکو ۱۲۴۷۷
سیارک ۱۲۴۷۷ (به انگلیسی: 12477 Haiku، نامگذاری:1997EY20) دوازده هزار و چهارصد و هفتاد و هفتمین سیارک کشف شده‌است که در ۴ مارس ۱۹۹۷ کشف شد.
قدر مطلق سیارک برابر ۱۹.۵ است.